# Губбио (футбольный клуб)
«Губбио» (итал. Associazione Sportiva Gubbio 1910) — итальянский футбольный клуб из одноимённого города, выступающий в Серии С1, третьем по силе дивизионе чемпионата Италии. Основан в 1910 году. Домашние матчи проводит на арене «Стадио Пьетро Барбетти», вмещающей 4 160 зрителей. «Губбио» никогда в своей истории не поднимался в Серию А, и лишь дважды поднимался в Серию Б: в сезоне 1947-48 он занял в ней 17-е место в группе; второй выход в дивизион состоялся в 2011 году.